# Auguste Donnet
Auguste Donnet est un homme politique français. Il est maire de Caen du 6 janvier 1834 au 28 février 1848.

## Biographie
Issu d'une famille protestante, Auguste Donnet nait à Caen le 28 avril 1797. Il devient banquier au sein de cette ville.
Il entre au conseil municipal en 1830, est nommé maire adjoint en 1832. À l'été 1833, Pierre Lefebvre-Dufresne tombe gravement malade et il assure alors l'intérim pendant six mois. Il est finalement nommé maire le 6 janvier 1834. C'est sous mandat qu'est créée le 3 décembre 1838, la première société de secours mutuels de la ville. Son mandat prend fin avec la Deuxième République le 28 février 1848.
Il est le grand-père de Joseph Caillaux.